# Callixanthospila
Callixanthospila is een kevergeslacht uit de familie van de boktorren (Cerambycidae). De wetenschappelijke naam van het geslacht werd voor het eerst geldig gepubliceerd in 2000 door Adlbauer.

## Soorten
Callixanthospila omvat de volgende soorten:
- Callixanthospila namaquaensis Adlbauer, 2001
- Callixanthospila piceki Adlbauer, 2002
- Callixanthospila pulchella Adlbauer, 2000